# Pferch (Bannwald)
Das Gebiet Pferch ist ein mit Verordnung vom 8. November 2004 durch die Körperschaftsforstdirektion Tübingen ausgewiesener Bannwald (Schutzgebiet-Nummer 100069) im Süden des deutschen Bundeslandes Baden-Württemberg.

## Definition
In Baden-Württemberg sind Bannwälder Totalreservate, in denen jegliche Nutzung per Rechtsverordnung verboten ist. In anderen Ländern Deutschlands sind die Totalreservate unter dem Namen Naturwaldreservat, Naturwaldparzelle, Naturwaldzelle oder Naturwald bekannt. Bannwälder dienen der wissenschaftlichen Erforschung natürlicher Abläufe in Wäldern. Durch ihren Reichtum an Struktur und abgestorbenem Holz sind Bannwälder Rückzugsgebiete für viele bedrohte Tier-, Pflanzen- und Pilzarten.

## Lage
Der 6,48 Hektar große, zum Naturraum Mittlere Kuppenalb gehörende Bannwald Pferch liegt rund zwei Kilometer südwestlich der Gemeinde Bissingen an der Teck und rund 500 Meter nördlich des Bissinger Ortsteils Ochsenwang am Steilabfall der Schwäbischen Alb, des sogenannten Albtraufs.
Er ist Teil des FFH-Schutzgebiets Alb zwischen Jusi und Teck (Schutzgebietskennung DE-7819-341), des Vogelschutzgebiets Mittlere Schwäbische Alb (DE-7422-441) sowie des Landschaftsschutzgebiets Gebiete um Bissingen und Ochsenwang (1.16.078). Der Bannwald Pferch liegt außerdem im Biosphärengebiet Schwäbische Alb.

## Schutzzweck
Laut Verordnung ist es wesentlicher Schutzzweck, die unbeeinflusste Entwicklung der jeweiligen Waldökosysteme mit ihren Tier- und Pflanzenarten sowie Pilzen zu sichern, sowie die wissenschaftliche Beobachtung der Entwicklung zu gewährleisten. Dies beinhaltet den Schutz der Lebensräume und -gemeinschaften, die sich in den Gebieten befinden, sich im Verlauf der eigendynamischen Entwicklung der Waldbestände innerhalb der Schutzgebiete ändern oder durch die eigendynamische Entwicklung entstehen.

## Betreuung
Wissenschaftlich betreut wird der Bannwald Pferch durch die Forstliche Versuchs- und Forschungsanstalt Baden-Württemberg (FVA).